# Emili Bayo
Emili Bayo (Lérida, 1961) es un escritor catalán. Después de pasar por las aulas de un colegio de jesuitas, terminó el bachillerato en el Instituto “Màrius Torres” de Lérida, donde tuvo como profesor de literatura al poeta Jordi Pàmias. Cursó estudios de filología y colaboró en la formación de grupos literarios y en la confección de revistas. Se doctoró en el año 1990 con una tesis sobre la poesía española durante el periodo franquista.

## Obra
- Traïdors i covards
- Ampolles mig buides
- La resta del món
- Projecte de felicitat
- L'edat de les paraules
- Premonicions
- Tot el que et vull dir
- Puta pasta. Premio Crims de Tinta 2015
- Tan tuyo como tu muerte
- Contes de terror: relats inspirats dins el I Festival de Literatura de Terror